# 松平重利
松平 重利（まつだいら しげとし）は、江戸時代前期の大名。下野国皆川藩3代藩主。

## 略歴
2代藩主・松平重正の長男として誕生。
寛文2年（1662年）、父の死で跡を継ぐが、寛文5年（1665年）3月24日に死去した。享年7。
当然嗣子はなく、皆川藩能見松平氏は無嗣改易となった。